# Corydoras baderi
Corydoras baderi är en fiskart som beskrevs av Geisler, 1969. Corydoras baderi ingår i släktet Corydoras och familjen Callichthyidae. Inga underarter finns listade i Catalogue of Life.